# Federazione cestistica del Pakistan
La Federazione cestistica del Pakistan è l'ente che controlla e organizza la pallacanestro in Pakistan.
La federazione controlla inoltre la nazionale di pallacanestro del Pakistan. Ha sede a Lahore e l'attuale presidente è Muhammad Basharat Raja.
È affiliata alla FIBA dal 1958 e organizza il campionato di pallacanestro del Pakistan.